# La Mirada
La Mirada é uma cidade localizada no estado americano da Califórnia, no Condado de Los Angeles. Foi incorporada em 23 de março de 1960.

## Geografia
De acordo com o United States Census Bureau, a cidade tem uma área de 20,36 km², onde 20,31 km² estão cobertos por terra e 0,05 km² por água.

### Localidades na vizinhança
O diagrama seguinte representa as localidades num raio de 8 km ao redor de La Mirada.

## Demografia
Segundo o censo nacional de 2010, a sua população é de 48 527 habitantes e sua densidade populacional é de 2 389,84 hab/km². Possui 15 092 residências, que resulta em uma densidade de 743,25 residências/km².